# Félix Julien Jean Bigot de Préameneu

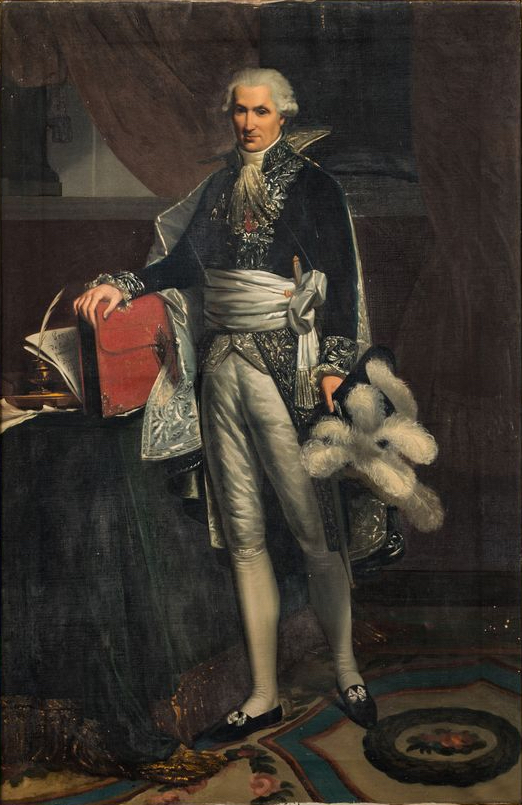
Portretschilderij

Félix Julien Jean Bigot de Préameneu (Rennes, 26 maart 1747 –  Parijs, 31 juli 1825) was een Frans magistraat en politicus. Tijdens de Franse Revolutie zat hij in de Wetgevende Vergadering, maar zijn gematigdheid dwong hem na de zittingsperiode op de achtergrond en leidde in 1794 tot enkele maanden gevangenschap. Onder Napoleon Bonaparte schreef hij mee aan het Burgerlijk Wetboek en was hij minister van Erediensten. 

## Jonge jaren
Bigot de Préameneu kwam uit de Bretoense ambtsadel en groeide op in Rennes. Hij was bestemd voor een geestelijke loopbaan, maar na de dood van zijn vader in 1762 verliet hij het seminarie voor de rechtenfaculteit. In 1767 werd hij advocaat aan het parlement van Bretagne en het volgende jaar haalde hij de doctorstitel. Na het winnen van een zaak voor de kardinaal van Rohan, zorgde deze ervoor dat hij in 1779 werd toegelaten tot de balie bij het Parlement van Parijs. Later zou hij met Target en  Tronchet de kardinaal verdedigen in de diamanten-halssnoeraffaire. Daarnaast was hij raadsman van de Provençaalse statenvergadering op uitnodiging van haar voorzitter, aartsbisschop Boisgelin van Aix.

## Schoorvoetend revolutionair
Met zijn relatieve openheid voor de nieuwe ideeën stelde Bigot zich tijdens de Franse Revolutie kandidaat voor de rechterverkiezingen. In de ronde van 1 december 1790 behaalde hij een plaats in de rechtbank van het vierde arrondissement van Parijs. In maart 1791 werd hij als commissaris naar Uzès gestuurd om religieuze onlusten aan te pakken. In september 1791 verkoos het Seinedepartement hem in de Nationale Wetgevende Vergadering (387 stemmen op 609 kiezers). 
Hij was actief in het comité voor Wetgeving en nam gematigd-conservatieve posities in. Op 7 januari 1792 verklaarde hij zich tegen de afschaffing van de koninklijke bekrachtiging, omdat de koning het volk net zozeer vertegenwoordigde als de Vergadering. Op 29 februari stemde hij tegen de vervolging van eedweigerende priesters en op 22 maart tegen de verstrengde aanpak van émigrés. Toen hij van 15 tot 28 april de assemblee voorzat, kwam koning Lodewijk XVI bij hem zijn voorstel van oorlogsverklaring aan Oostenrijk indienen. Daags na een volksinval werd op 21 juni zijn voorstel aangenomen dat petities niet meer gewapend mochten worden gepresenteerd aan de Vergadering. 
Tijdens de Bestorming van de Tuilerieën op 10 augustus probeerde Bigot de koninklijke familie te beschermen. Na dit kantelpunt begreep hij dat hij beter discretie aan de dag kon leggen. Hij keerde terug naar Rennes, wat niet verhinderde dat het Comité de sûreté générale tijdens het Schrikbewind op 12 maart 1794 een arrestatiebevel uitvaardigde tegen hem en gelijkgestemden. Uit veiligheidsoverwegingen werden ze opgesloten in de gevangenis van Sainte-Pélagie. Na maanden gevangenschap zorgde de val van de robespierristen ervoor dat hij op 26 augustus in vrijheid werd gesteld.
Opnieuw keerde hij terug naar Rennes, maar in Parijs werd hij niet vergeten. Het nieuwe Institut de France nodigde hem in 1796 uit om niet-residerend lid te worden. In maart 1797 verhuisde hij weer naar Parijs om afdelingsvoorzitter te worden in de civiele rechtbank van het Seinedepartement.

## Minister en codificator onder Napoleon

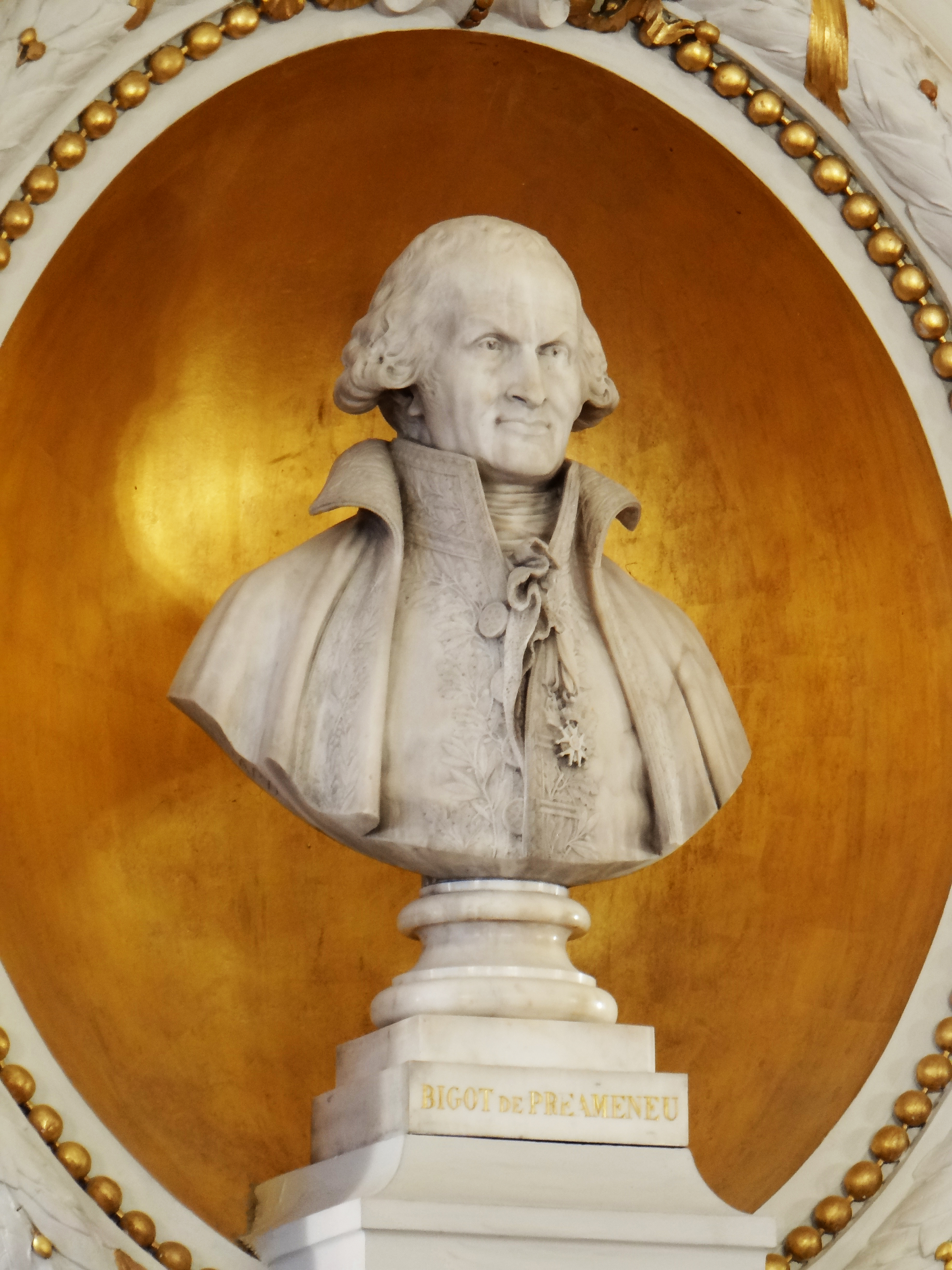
Buste in de Raad van State

Nadat hij mee de staatsgreep van 18 brumaire had voorbereid, die het Consulaat aan de macht bracht, werd Bigot in 1800 door eerste consul Napoleon Bonaparte benoemd tot openbaar aanklager (commissaire de gouvernement) bij de Cassatierechtbank. In augustus werd hij met zijn vriend Portalis, Tronchet en Maleville aangesteld in de commissie die in vier maanden tijd een ontwerp van Burgerlijk Wetboek moest uitwerken. Daarna droeg hij verder bij aan de codificering als lid en voorzitter van de afdeling Wetgeving van de Raad van State, waarin hij eind 1801 was benoemd. Het resultaat werd uiteindelijk aangenomen in 1804, jaar waarin hij toetrad tot de conservatieve senaat.  
In 1805 vergezelde Bigot keizer Napoleon naar Italië, waar hij getuige was van een uitbarsting van de Vesuvius. Het aangehechte Ligurië integreerde hij in de Franse gerechtelijke organisatie. Begin 1808 volgde Bigot de overleden Portalis op als minister van Erediensten en enkele maanden later werd hij als graaf opgenomen in de napoleontische adel. 
Tijdens de Restauratie van 1814 werd hij als ontslagnemend beschouwd omdat hij weigerde de voorlopige regering te erkennen en keizerin Marie Louise volgde naar Blois. Zijn trouw werd na de terugkeer van Napoleon beloond met benoemingen tot minister van staat en pair van Frankrijk, maar de blijdschap duurde slechts Honderd Dagen. Gedurende de heerschappij van koning Lodewijk XVIII leefde hij teruggetrokken. Wel mocht hij bij het herstel van de Académie française in 1816 zijn zetel nr. 37 behouden. Hij stierf op 78-jarige leeftijd en werd bijgezet op Père-Lachaise.

## Familie
Hij trouwde op 20 juli 1779 met Eulalie Marie Renée Barbier (1755-1836) en had met haar twee dochters, Eulalie Jeanne Marie Félicité (1781-1866) en Eugénie (1787-1817).

## Onderscheidingen en eerbetoon
- Grootofficier in het Legioen van Eer (1804)
- Een straat in Rennes is naar Bigot de Préameneu vernoemd.

## Voetnoten
1. ↑  Philippe Tessier, François-Denis Tronchet, 2016, p. 94

- Bibliothèque nationale de France: cb12957826m (data)
- Biografisch Portaal: 52067332
- Gemeinsame Normdatei: 116180315
- International Standard Name Identifier: 0000 0000 8094 217X
- Library of Congress Control Number: nr97013233
- Base Léonore: LH//238/66
- Nationale Bibliotheek van Tsjechië: xx0325656
- SNAC: w6vg138m
- Système universitaire de documentation: 151217173
- Virtual International Authority File: 14902929
- WorldCat: E39PBJjCJGwwYhvmhPT4JVdbBP